# Abdij van Saint-Thierry

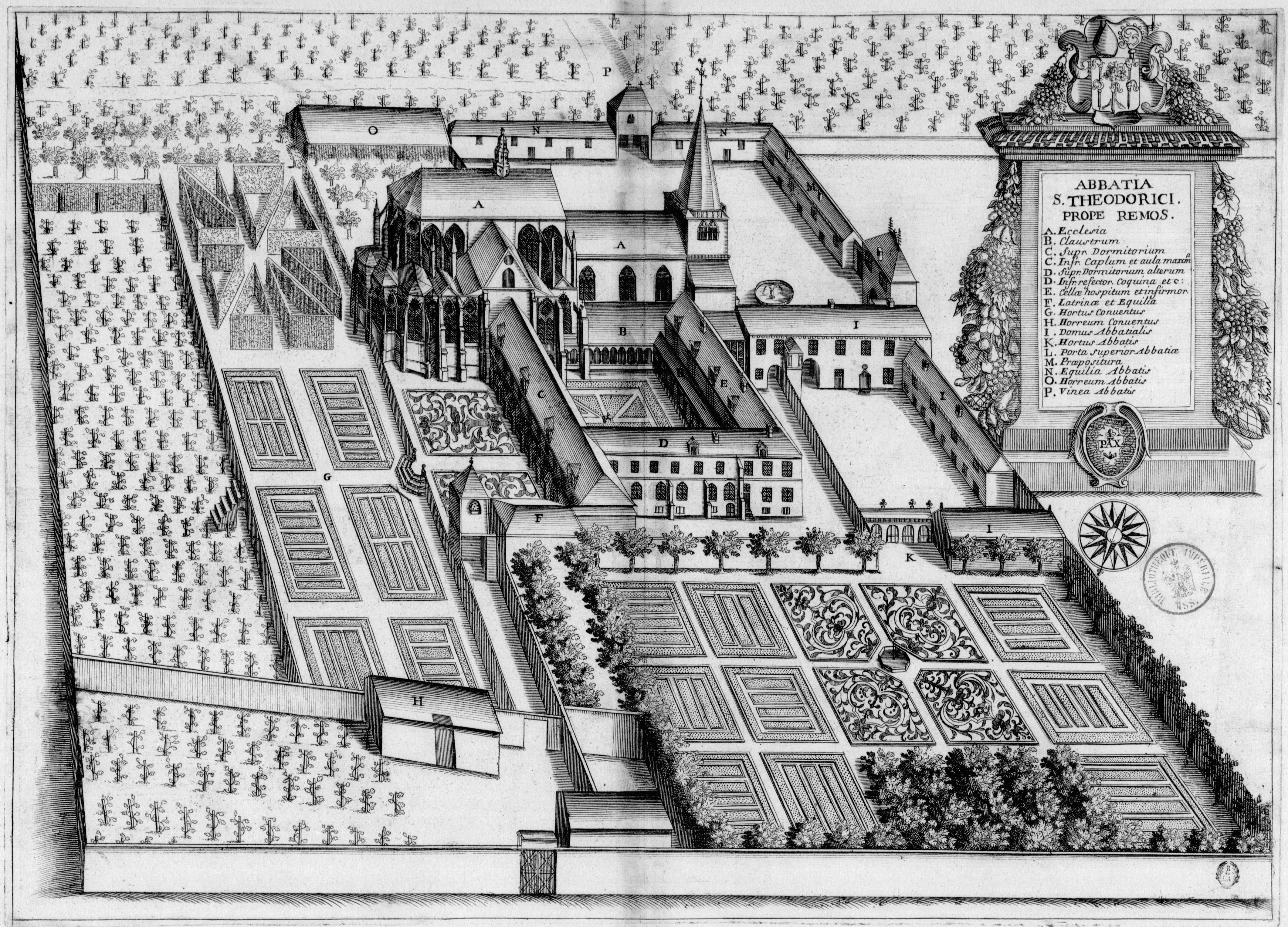
Zicht op de abdij voor de afbraak ervan

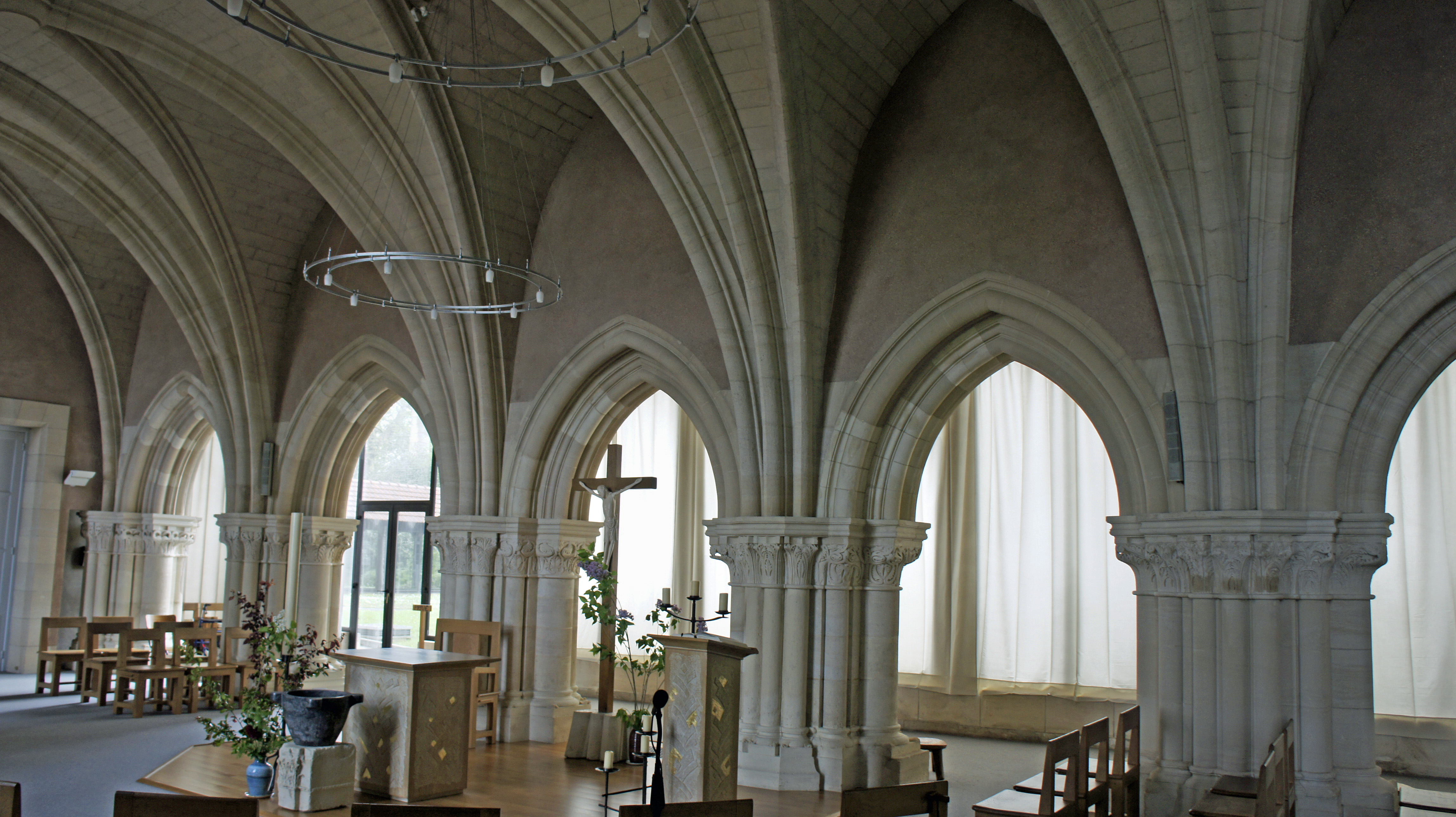
Kapittelzaal

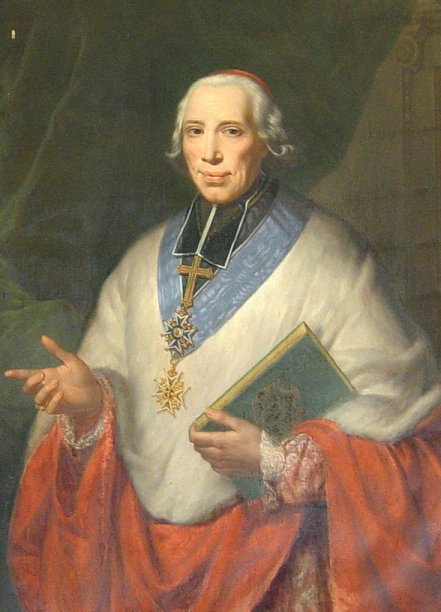
Hertog-aartsbisschop de Talleyrand-Périgord liet de abdij afbreken (1778).

De Abdij van Saint-Thierry du Mont d'Hor (circa 500 - 1778) is een voormalig klooster in het dorp Saint-Thierry nabij Reims. Het was aanvankelijk het klooster van Sint-Bartholomeus (500 - 972), vervolgens de benedictijnenabdij van Saint-Thierry (972 - 1628) en ten slotte een Mauristenklooster met dezelfde naam (1628 - 1778). De prestige van de abdij was verbonden aan de kroningsceremonie van de Franse koningen in de kathedraal van Reims; nadien kwamen de koningen eten in de abdij van Saint-Thierry.

## Historiek

### Frankisch (500 - 972)
Circa het jaar 500 stichtte priester Thierry het klooster van Sint-Bartholomeus op een berg buiten Reims. Deze berg werd de Berg Hor genoemd, zoals de bijbels berg. Theuderik genoot de steun van zijn leermeester, Remigius van Reims en de Merovingische koning en naamgenoot Theuderik I. Het klooster hing af van het aartsbisdom van Reims. In 716 slaan de monniken op de vlucht voor de plunderingen van Karel Martel in de streek van Reims. Dit deden ze opnieuw in het jaar 941 voor invallende Hongaren vanuit Beieren. 

### Benedictijnen (972 - 1628)
De benedictijnen namen het klooster over (972) en bouwden de abdij grondig uit. Zij veranderden de naam van Sint-Bartholomeus naar de heilige Theuderik van de berg Hor. De landbouwgronden namen toe in aantal, alsook de ontbossingen in de streek van Reims. Tijdens de middeleeuwen hadden de Franse koningen het recht om er na hun kroning in de kathedraal van Reims te eten en te verblijven. Lodewijk de Heilige, Lodewijk XI en Lodewijk XIII deden dit erg uitgebreid. Op hun hoogtepunt kende de abdij 40 monniken. Tijdens de Honderdjarige Oorlog werd de abdij meerdere malen geplunderd en verbleven er nauwelijks nog enkelen.

### Mauristen (1628 - 1778)
De overname door de Mauristen betekende een revival voor de abdij. Meerdere bijgebouwen vergrootten de abdij.

### Paleis (1778 - 1789)
De hertog-aartsbisschop van Reims Alexandre Angélique de Talleyrand-Périgord schafte de abdij af en liet haar bovendien grotendeels met de grond gelijk maken. Enkel de kapittelzaal uit de Middeleeuwen, in gotische stijl, is bewaard gebleven. Hij liet er op deze plek een paleis voor zichzelf bouwen. Het paleis bevatte 130 kamers.

### Franse Revolutie en nadien
Na de Franse Revolutie werd het kasteeldomein openbaar verkocht en in loten getrokken. Tijdens de Eerste Wereldoorlog hadden zowel de Fransen als de Duitsers er een militair kwartier en militair hospitaal. De gebouwen werden zwaar beschadigd en tussen 1920-1930 werden er herstellingen uitgevoerd. Sinds 1968 betrekken Franse benedictijnen opnieuw een groot deel van het historisch pand.

## Enkele abten
- heilige Theuderik van de Berg Hor, stichter, 6e eeuw
- Willem van Saint-Thierry, 12e eeuw
- Willem Fillastre de Jonge, 15e eeuw
- Guillaume Bailly, laatste abt, 18e eeuw

## Enkele monniken
- Poppo van Stavelot, 11e eeuw, later abt van Stavelot